# リコンストラクション
リコンストラクション（英: Reconstruction,「再建」の意味）とは、南北戦争でアメリカ連合国（南部連合）と奴隷制のシステムが崩壊した後の問題を解決しようとする、1863年（または1865年）から1877年までの過程を意味するアメリカ合衆国史の用語である。リコンストラクションの間、連邦政府は南部諸州の合衆国への復帰と、元連合国の指導者たちの地位の回復に取り組んだが、解放されたアフリカ系アメリカ人（自由黒人） の法的、政治的、経済的、社会的なシステムでの、恒久的な平等の実現には失敗した。

## 穏健派の南部再建
1865年春の南北戦争終結後、北部を地盤とする共和党のリーダーたちは、奴隷制および奴隷所有者の権利は永久に壊されたと理解し、アメリカ連合国の国旗やシンボルなど連合国のナショナリズムを表すあらゆる形式のものは抑圧された。共和党穏健派は、これらは連合国の軍が降伏したのと同じくらいすぐに容易に達成できるであろうと考え、そして南部州は脱退を撤廃し、アメリカ合衆国憲法修正第13条を承認した。これら全ては1865年9月までに起こったことである。
エイブラハム・リンカーン大統領は共和党穏健派のリーダーで、リコンストラクションの速度を上げて可能な限り早く国を再建することを望んでいた。1863年後半、リンカーンは正式に、いくつかの州で実施されたが共和党急進派は反対した「10パーセント計画」でリコンストラクションを開始した。リンカーンは、南部に対して厳しく接するべきだという急進派のプランである1864年のウェイド=デイヴィス法案に対しては拒否権を発動した。

## 共和党穏健派と急進派の対立
リンカーンの対立派閥だった共和党急進派は、奴隷制を廃止し連邦政府に従うという南部諸州の決意に対して強く疑いの念を持っており、もっと強制的な連邦政府の行動を要求した。事実、連合国のリーダーたちは穏健的なリンカーンの政策下で次々復権していた。共和党急進派のリーダーは連邦議会議長のタデウス・スティーブンスと上院議員チャールズ・サムナーだった。リンカーンの暗殺の後、新たに就任したアンドリュー・ジョンソン大統領は急進派寄りから穏健派寄りへと変わった。当初、彼は合衆国有色人種部隊の退役軍人へ投票権を与えることにとても積極的だった。しかし1866年、どの政党にも属さないジョンソンは、共和党穏健派と袂を分ち、平等主義と修正第14条に反対していた南部を地盤とする民主党とより強く手を結んだ。急進派はジョンソンの方針を攻撃し、特に自由黒人への公民権法案に対する彼の拒否権発動を攻め立てた。
1866年アメリカ合衆国議会選挙により、決定的に力のバランスは変わった。急進派は連邦議会の主導権を握り、ジョンソン大統領の拒否権を覆し大統領を弾劾するのさえ十分な議席を得た。ジョンソン大統領は一票差で弾劾を逃れたが、リコンストラクションの政策を押し進める力は既に残っていなかった。

## 戒厳令と憲法修正
1865年の修正第13条、1868年の修正第14条、そして1870年の修正第15条は、戒厳令下で批准されたので、合憲性が問題になる。13条につき、1861年8月30日、ジョン・C・フレモントがリンカーンに諮ることなく、ミズーリ州を戒厳令下に置くと宣言した。他の州でも同様の事態が起き、そのままの状態が続いたとみられる。14条と15条については、1867年から翌年にかけて4回も制定された再建法により、南部諸州を占領する軍司令官の権限が拡大した。
合憲性は、1868年に最高裁長官のサーモン・チェイスが判断しているが、非常に限定的、事情判決的であった。

## 南部に対する軍事占領

アメリカ合衆国(北軍)の旧アメリカ連合国(南軍)の５つの軍管区
第一軍管区：バージニア
第二軍管区：ノースカロライナ、サウスカロライナ
第三軍管区：ジョージア、アラバマ、フロリダ
第四軍管区：アーカンソー、ミシシッピ
第五軍管区：テキサス、ルイジアナ

共和党急進派は軍事再建法を通過させ、合衆国軍を用いて南部諸州を軍事的に占領するにいたった。修正第14条を批准していたテネシー州を除く旧南部連合の10州を軍の管理下に置き、5つの軍管区に分けた。
- 第一軍管区：バージニア州　ー　軍管区長官：ジョン・スコフィールド
- 第二軍管区：ノースカロライナ州、サウスカロライナ州　ー　軍管区長官：ダニエル・シックルズ
- 第三軍管区：ジョージア州、アラバマ州、フロリダ州　ー　軍管区長官：ジョン・ポープ→ジョージ・ミード
- 第四軍管区：アーカンソー州、ミシシッピ州　ー　軍管区長官：エドワード・オード
- 第五軍管区：テキサス州、ルイジアナ州　ー　軍管区長官：フィリップ・シェリダン→ウィンフィールド・スコット・ハンコック

北部の占領下の南部では黒人に投票権が与えられ、およそ1万から1万5千人の元連合国の役人や高官の白人が公職追放され、投票権を取りあげられた。共和党急進派の政策は、自由黒人（解放奴隷） やスキャラワグ（Scalawag, 南部の再編入を支持した南部白人） 、カーペットバッガー（Carpetbagger, 南北戦争後に南部にやってきた北部人） らが連携し主導権を持つ州で持続し、鉄道や公立学校の建設を通じた南部の産業・社会の再建と近代化を進展した。
しかし彼らは1870年以後、保守的な民主党の派閥で自らをリディーマー（Redeemer, 共和党急進派に対する反動として北部に対抗した保守的な南部人） と呼ぶ反対勢力によって不正行為のかどで告訴された。この時期、南部白人が結成したクー・クラックス・クランが暗躍し、北部人や黒人に対する暴力が後押しされていたが、連邦政府や軍の介入によって圧倒されていた。

## 南部再建終了と南部監視の放棄
1877年までに、リディーマーたちは南部諸州で共和党から主導権を取り戻した。ラザフォード・ヘイズ大統領は合衆国軍を南部から撤退させ、3つの州で残っていた共和党政権の崩壊を引き起こした。南部諸州では相次いで有色人種に対する隔離政策（ジム・クロウ法）が始まり、差別政策が修正第13条・14条・15条に違反するとの連邦裁判所への訴訟においても「隔離すれども平等」である限りは合憲であるとの司法判断が示された。
この状況は、20世紀後半の公民権運動時代まで続くことになる。